# Dragon Slayer: The Legend of Heroes II
Dragon Slayer: The Legend of Heroes II, conocido como Japón como Dragon Slayer: Eiyū Densetsu II (ドラゴンスレイヤー 英雄伝説II Doragon Sureiyā Eiyū Densetsu II?, trad. "Dragon Slayer: La leyenda de Heroes II") es un videojuego de rol desarrollado por Nihon Falcom Corporation, parte de la serie Dragon Slayer y la segunda entrega en la subserie The Legend of Heroes. Fue lanzado por primera vez en 1992 para el NEC PC-8801. Durante los siguientes años, también fue portado a NEC PC-9801, FM Towns, PC Engine, Mega Drive, Super Famicom y MS-DOS.

## Argumento
El juego se desarrolla algún tiempo después de que el Príncipe Selios, el héroe del juego original, derrotara al dios demonio Agunija. Iseruhasa está en paz. Selios se ha casado con Dina y ella ha dado a luz a Atlas. A la edad de quince años, Atlas y su maestro Lowel descubren seres extraños en trajes espaciales fuera de la ciudad capital. No reconocen los trajes espaciales y creen que son monstruos.

## Lanzamiento
El juego fue portado a diferentes plataformas: fue publicado por Hudson Soft para PC Engine el 23 de diciembre de 1992 por Epoch Co. para Super Famicom el 4 de junio de 1993, y por Sega para Mega Drive el 20 de enero de 1995. GMF lanzó un paquete que contiene versiones actualizadas de The Legend of Heroes y The Legend of Heroes II en 1998 para PlayStation el 25 de junio y para Sega Saturn el 23 de septiembre. Mantra y Samsung lanzaron una conversión coreana de la versión original PC-9801 para MS-DOS / IBM PC en 1996.
- Datos: Q15650127